# Pseudanthus orbicularis
Pseudanthus orbicularis là một loài thực vật có hoa trong họ Picrodendraceae. Loài này được (Müll.Arg.) Halford & R.J.F.Hend. mô tả khoa học đầu tiên năm 2003.